# Hitradio RT1 Nordschwaben

Logo des Senders

Hitradio RT1 Nordschwaben (Eigenschreibweise: HITRADIO RT1 Nordschwaben) ist ein Lokalradio mit Sitz in Donauwörth. Es ist ein Unternehmen der rt1.media group (einer Tochtergesellschaft der mediengruppe pressedruck) und der Mediengruppe Sankt Ulrich Verlag. Sendestart war am 9. April 1988.
Das Sendegebiet umfasst die Stadt Donauwörth, die Landkreise Donau-Ries, Dillingen und Teile von Augsburg-Land. Das heutige Programm basiert auf einem Hot AC-Format, intensiver lokaler Berichterstattung sowie einer unterhaltungsorientierten Morgensendung mit Rolf Störmann und Ramona Schwab.

## Empfang
Antenne (UKW)
- Nördlingen: 95,6 MHz
- Donauwörth: 97,1 MHz
- Dillingen: 89,7 MHz

Antenne (DAB)
- Großraum Augsburg/Nordschwaben (Kanal 9C)

Kabel
- Nordschwaben: 101,45 MHz
- Holzheim: 94,05 MHz
- Gundremmingen: 91,55 MHz